# 优斯宝
优斯宝有限公司（德語：uhlsport GmbH）是一家德国运动用品制造商。该公司最初成立于1948年，当时名为“哈泽&乌尔一般合伙公司（Haase & Uhl OHG）”，后又更名为“卡尔·乌尔有限公司（Karl Uhl GmbH）”，自1994年起改称现名。这是一家国际化公司，其总部设于巴登-符腾堡州的巴林根。
该公司通过旗下的优斯宝、肯帕 (品牌)、斯伯丁和BLK等品牌生产和销售产品。